# Elijjahu-Mosze Ganchowski
Elijjahu-Mosze Ganchowski (hebr.: אליהו-משה גנחובסקי, ang.: Eliyahu-Moshe Ganhovsky, Eliyahu-Moshe Ganchovsky, ur. 23 czerwca 1901 w Grajewie, zm. 19 lipca 1971) – izraelski polityk, w latach 1949–1951 poseł do Knesetu z listy Zjednoczonego Frontu Religijnego.
W wyborach parlamentarnych w 1949 po raz pierwszy dostał się do izraelskiego parlamentu z listy Zjednoczonego Frontu Religijnego. 1951 zdobył mandat po raz drugi i ostatni, tym razem z listy Ha-Poel ha-Mizrachi.